# Chmielewko (Chmielewo)
Chmielewko  – przysiółek, część wsi Chmielewo położony w Polsce, w województwie mazowieckim, w powiecie pułtuskim, w gminie Świercze.
Wieś wchodzi w skład sołectwa Chmielewo.
W latach 1975–1998 miejscowość administracyjnie należała do województwa ciechanowskiego.